# جادوی صدا
جادوی صدا یک مسابقه تلویزیونی است که از شبکه ۳ پخش شده‌است و در آن شرکت‌کنندگان با هم در زمینهٔ دوبله رقابت می‌کنند.

## فصل اول
در فصل اول این مسابقه حدود ۸۰۰۰ نفر شرکت کردند تا این که در نهایت دو گروه شامل چهار شرکت‌کننده که دو خانم و دو آقا هستند، به مرحله نیمه‌نهایی راه پیدا کنند. در نهایت یک نفر به عنوان برنده نهایی انتخاب خواهد شد ولی قرار نیست جایزه ویژه‌ای دریافت کند.

## داوران
داوران این مسابقات به شرح زیر است:
- منوچهر والی‌زاده
- مینو غزنوی
- فریبا رمضان‌پور
- ژرژ پطرسی
- مریم شیرزاد
- منوچهر زنده‌دل
- سعید مظفری
- نصرالله مدقالچی
- بهرام زند
- جلال مقامی
- شهلا ناظریان
- چنگیز جلیلوند
- زهره شکوفنده
- حسین عرفانی

## فصل دوم
در اوایل نیمه دوم سال ۹۵ فراخوانی از سوی شبکه سه برای علاقه مندان به شرکت در مسابقه پخش شد و از آنان خواسته شد تا آثار خود را از طریق سایت شبکه سه ارسال کنند. بعد از ارسال حدود ۶۵۰۰ اثر به مسابقه ۱۲۰ نفر از آنان برای مرحله مقدماتی مسابقه پذیرفته شدند

## ضبط فصل دوم
ضبط فصل دوم مسابقه از اواخر فروردین ماه ۹۶ در شهرک سینمایی غزالی کلید خورد و قرار است تا اولین قسمت آن در عید فطر از شبکه سه و با اجرای افشین زی‌نوری پخش شود.
و در نهایت برنده این فصل آقای علی ضمیری بوده‌است که از بین حدود ۷۰۰۰ نفر عبور کرده و در تمامی مراحل مسابقه پیروز بیرون آمده است.